# Aubréville
Ne doit pas être confondu avec André Aubréville.
Aubréville est une commune française située dans le département de la Meuse, en région Grand Est. En dialecte, le village se nommait Obraïvile.

## Géographie

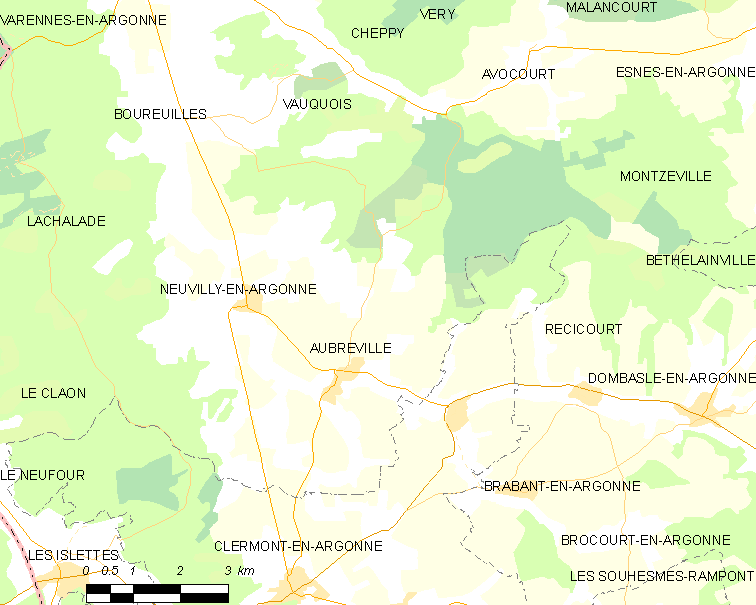
Carte de la commune.
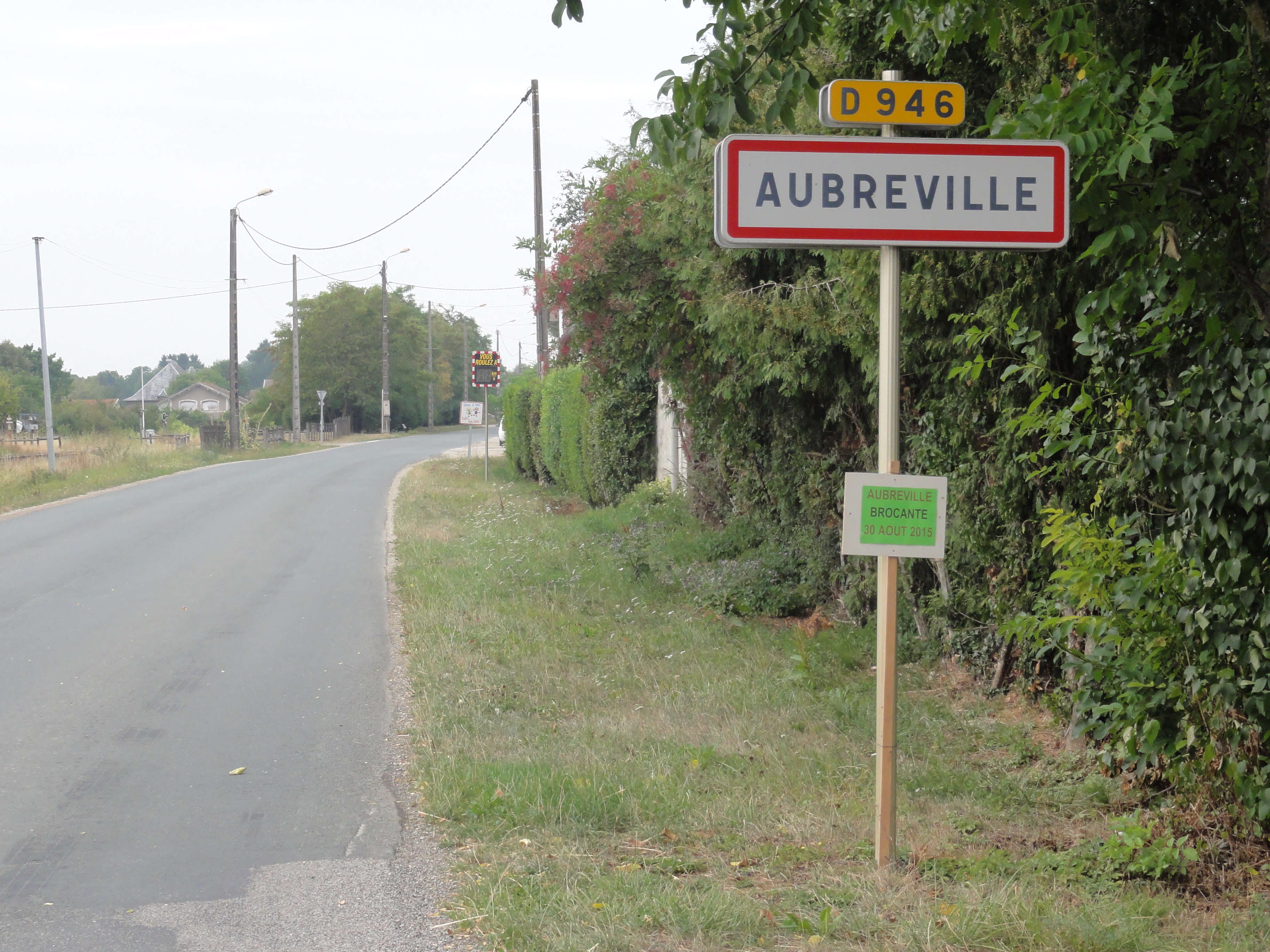
Entrée d'Aubréville.

### Hydrographie
La commune est dans la région hydrographique « la Seine du confluent de l'Oise (inclus) à l'embouchure » au sein du bassin Seine-Normandie. Elle est drainée par l'Aire, la Cousances, le ruisseau des Neuves Fontaines, le ruisseau de Maconrut, le Fossé de la Fontaine à la Pierre, le cours d'eau 03 de la commune d'Aubvreville, la Gorge des Trois Chênes, le Fossé 18 de la commune de Clermont-en-Argonne et divers autres petits cours d'eau,.
L'Aire, d'une longueur de 125 km, prend sa source dans la commune de Saint-Aubin-sur-Aire, à 324 m d'altitude, et se jette  dans l'Aisne, en rive droite à Senuc, à 104 m d'altitude, après avoir traversé 36 communes.
La Cousances, d'une longueur de 29 km, prend sa source dans la commune de Souilly et se jette  dans l'Aire sur la commune, après avoir traversé neuf communes.

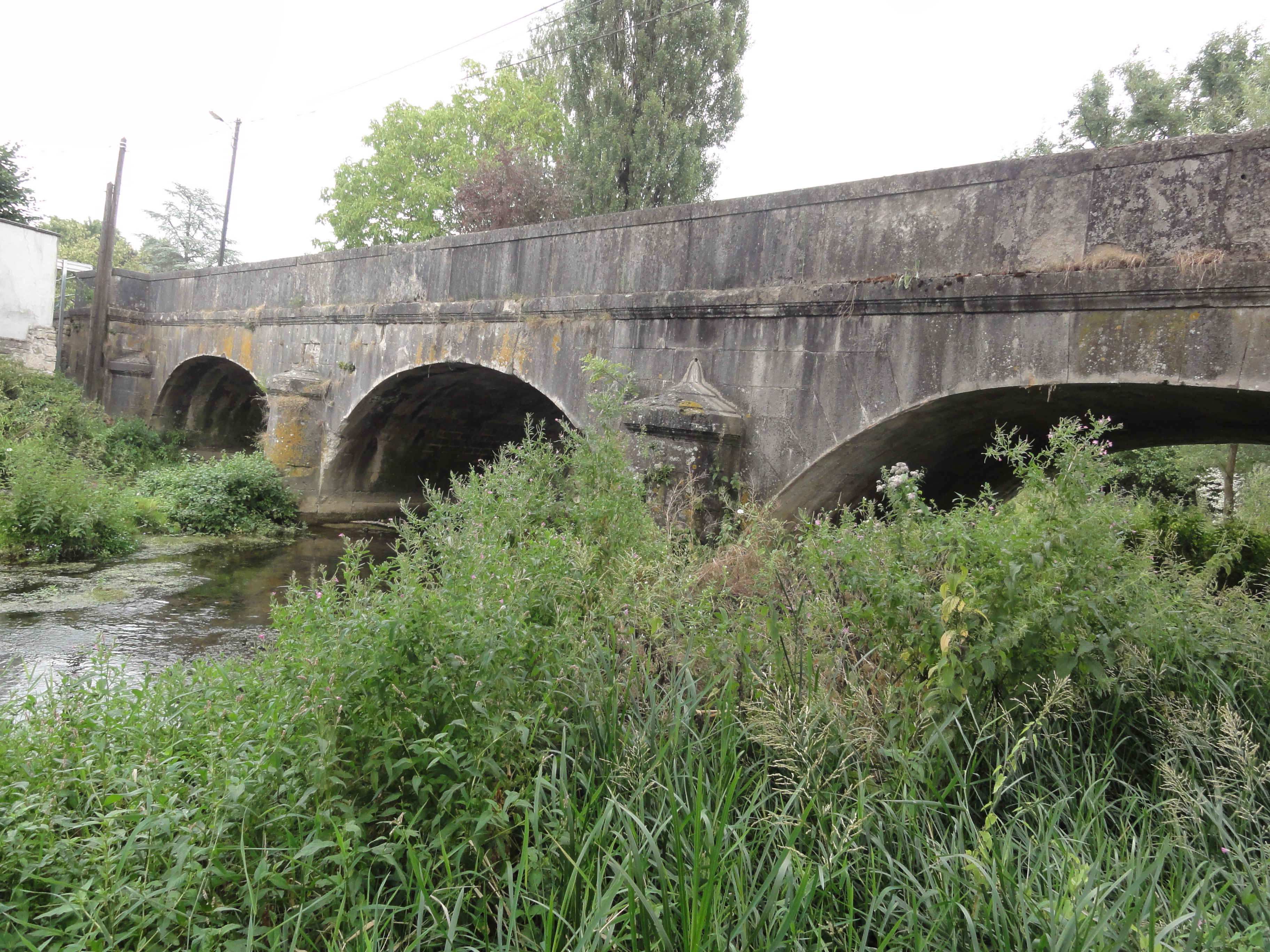
Pont sur la Cousances.
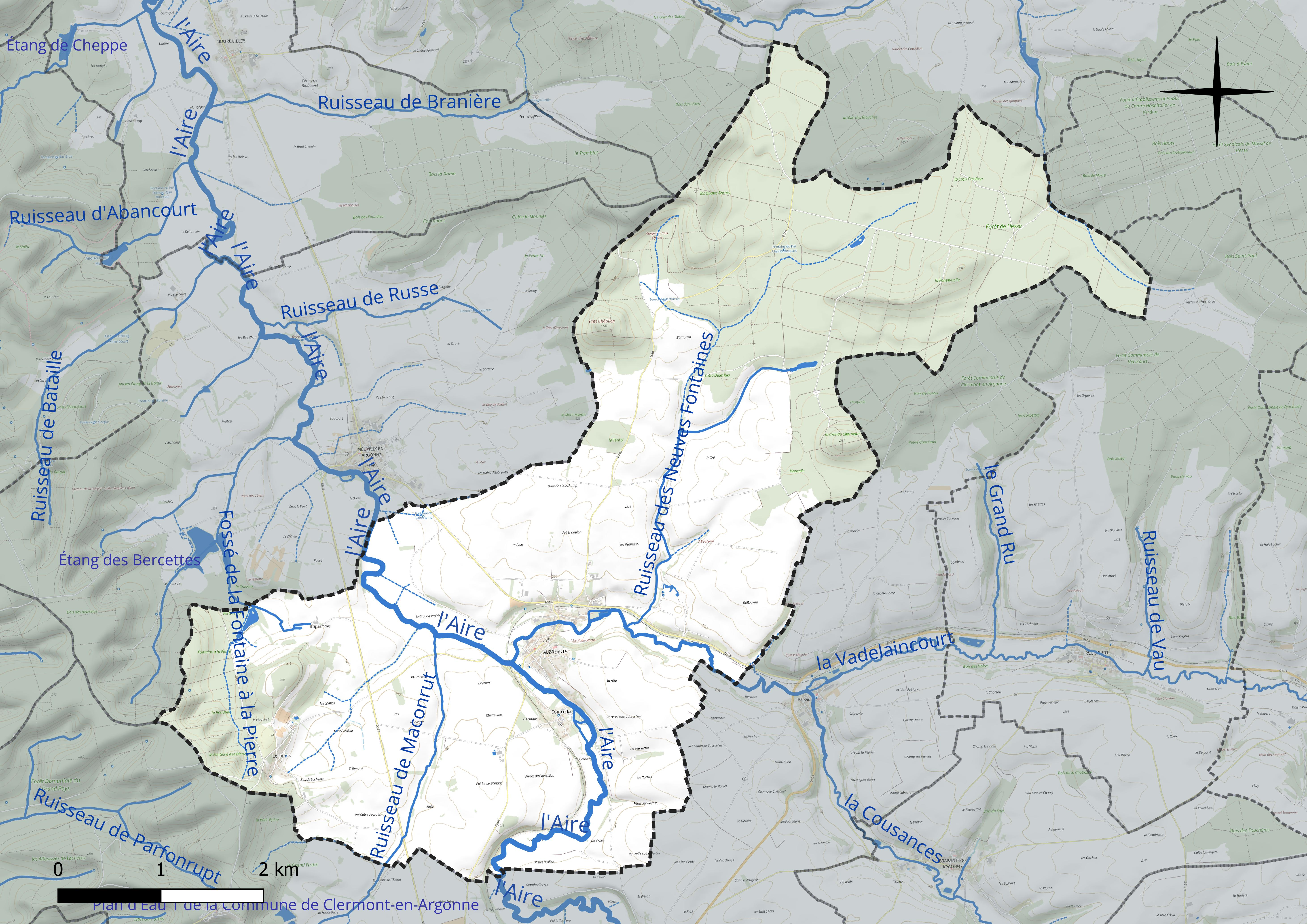
Réseau hydrographique d'Aubréville[Note 1].

Un plan d'eau complète le réseau hydrographique : le plan d'eau 1 de la commune d'Aubreville (1,7 ha),.

### Climat
Pour des articles plus généraux, voir Climat du Grand Est et Climat de la Meuse.
En 2010, le climat de la commune est de type climat de montagne, selon une étude du Centre national de la recherche scientifique s'appuyant sur une série de données couvrant la période 1971-2000. En 2020, Météo-France publie une typologie des climats de la France métropolitaine dans laquelle la commune est exposée à un climat océanique altéré et est dans la région climatique Lorraine, plateau de Langres, Morvan, caractérisée par un hiver rude (1,5 °C), des vents modérés et des brouillards fréquents en automne et hiver.
Pour la période 1971-2000, la température annuelle moyenne est de 10 °C, avec une amplitude thermique annuelle de 15,8 °C. Le cumul annuel moyen de précipitations est de 951 mm, avec 13,9 jours de précipitations en janvier et 9,4 jours en juillet. Pour la période 1991-2020, la température moyenne annuelle observée sur la station météorologique installée sur la commune est de 10,9 °C et le cumul annuel moyen de précipitations est de 854,3 mm. 
La température maximale relevée sur cette station est de 41,8 °C, atteinte le 25 juillet 2019 ; la température minimale est de −15,7 °C, atteinte le 20 décembre 2009,,.
| Mois                                  | jan.           | fév.           | mars          | avril         | mai           | juin          | jui.          | août          | sep.          | oct.          | nov.          | déc.           | année      |
| ------------------------------------- | -------------- | -------------- | ------------- | ------------- | ------------- | ------------- | ------------- | ------------- | ------------- | ------------- | ------------- | -------------- | ---------- |
| Température minimale moyenne (°C)     | 0,1            | 0,1            | 1,4           | 3,8           | 7,1           | 10,6          | 12,5          | 12,7          | 9,2           | 7             | 4             | 1,3            | 5,8        |
| Température moyenne (°C)              | 2,9            | 3,6            | 6,7           | 10,3          | 13,5          | 17,1          | 19,4          | 19,2          | 15,4          | 11,5          | 7,1           | 4              | 10,9       |
| Température maximale moyenne (°C)     | 5,6            | 7,1            | 12            | 16,8          | 19,9          | 23,5          | 26,3          | 25,7          | 21,6          | 16            | 10,3          | 6,7            | 16         |
| Record de froid (°C) date du record   | −14,4 21.01.19 | −15,3 12.02.12 | −9,1 13.03.13 | −5,8 04.04.22 | −2,2 03.05.21 | 1,9 05.06.09  | 2,9 31.07.15  | 3,8 26.08.18  | −0,3 30.09.22 | −4,7 29.10.12 | −8 30.11.20   | −15,7 20.12.09 | −15,7 2009 |
| Record de chaleur (°C) date du record | 16,3 01.01.22  | 22,6 27.02.19  | 26,2 31.03.21 | 28,9 19.04.18 | 33,3 28.05.17 | 36,2 26.06.19 | 41,8 25.07.19 | 38,4 08.08.20 | 35,9 14.09.20 | 28,8 02.10.23 | 22,8 08.11.15 | 17,2 17.12.15  | 41,8 2019  |
| Précipitations (mm)                   | 91,8           | 70,4           | 59,1          | 42,9          | 67,2          | 80,2          | 56,1          | 65,7          | 67,1          | 75,1          | 76            | 102,7          | 854,3      |

| Diagramme climatique                                  |            |           |             |             |              |              |              |             |         |         |             |
| J                                                     | F          | M         | A           | M           | J            | J            | A            | S           | O       | N       | D           |
| 5,60,191,8                                            | 7,10,170,4 | 121,459,1 | 16,83,842,9 | 19,97,167,2 | 23,510,680,2 | 26,312,556,1 | 25,712,765,7 | 21,69,267,1 | 16775,1 | 10,3476 | 6,71,3102,7 |
| Moyennes : • Temp. maxi et mini °C • Précipitation mm |            |           |             |             |              |              |              |             |         |         |             |

Les paramètres climatiques de la commune ont été estimés pour le milieu du siècle (2041-2070) selon différents scénarios d'émission de gaz à effet de serre à partir des nouvelles projections climatiques de référence DRIAS-2020. Ils sont consultables sur un site dédié publié par Météo-France en novembre 2022.

## Urbanisme

### Typologie
Au 1er janvier 2024, Aubréville est catégorisée commune rurale à habitat dispersé, selon la nouvelle grille communale de densité à sept niveaux définie par l'Insee en 2022.
Elle est située hors unité urbaine. Par ailleurs la commune fait partie de l'aire d'attraction de Verdun, dont elle est une commune de la couronne,. Cette aire, qui regroupe 103 communes, est catégorisée dans les aires de moins de 50 000 habitants,.

### Occupation des sols
L'occupation des sols de la commune, telle qu'elle ressort de la base de données européenne d’occupation biophysique des sols Corine Land Cover (CLC), est marquée par l'importance des territoires agricoles (60,6 % en 2018), une proportion sensiblement équivalente à celle de 1990 (60,8 %). La répartition détaillée en 2018 est la suivante : 
terres arables (40,4 %), forêts (38 %), prairies (19,3 %), zones urbanisées (1,4 %), zones agricoles hétérogènes (0,9 %). L'évolution de l’occupation des sols de la commune et de ses infrastructures peut être observée sur les différentes représentations cartographiques du territoire : la carte de Cassini (XVIIIe siècle), la carte d'état-major (1820-1866) et les cartes ou photos aériennes de l'IGN pour la période actuelle (1950 à aujourd'hui).

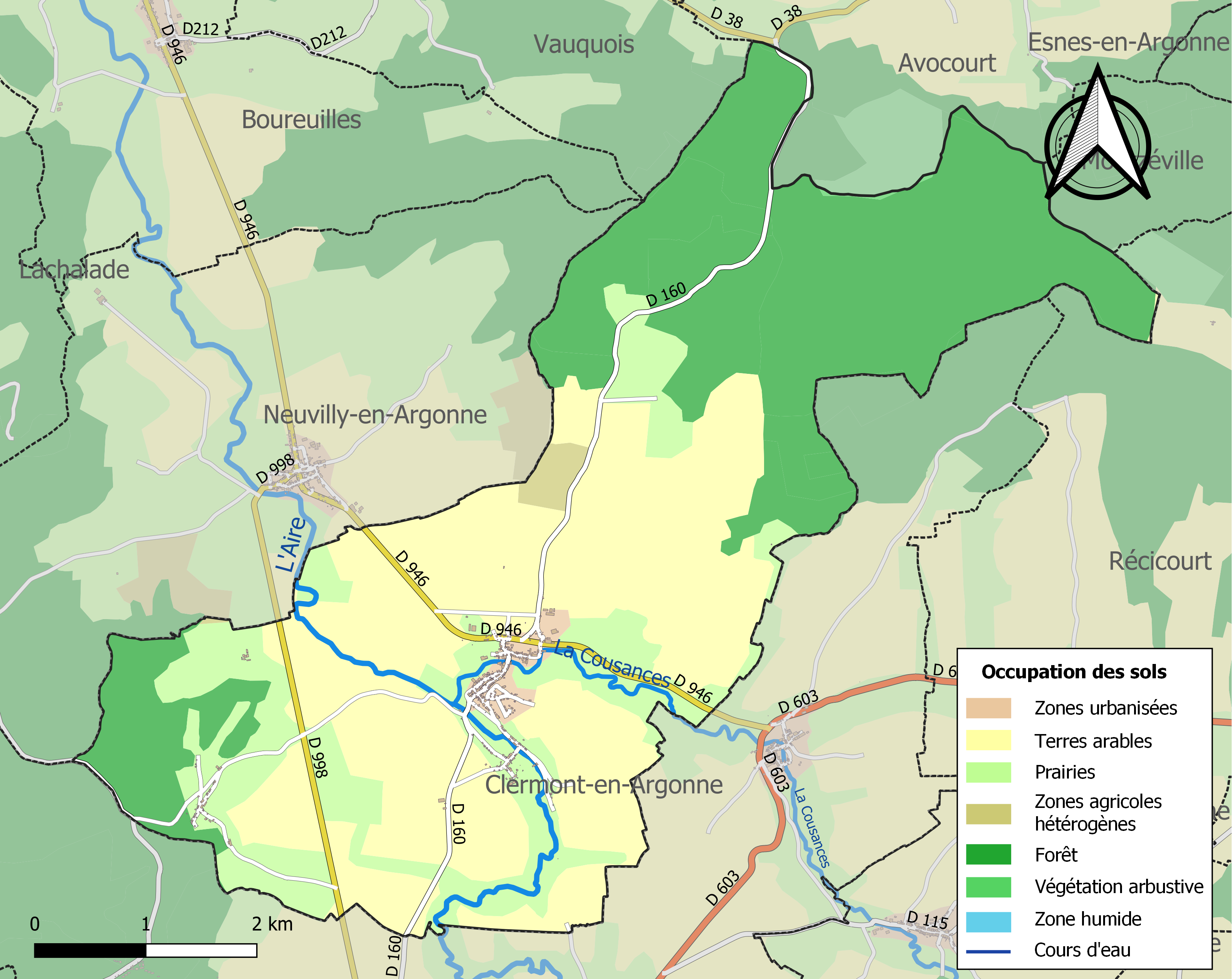
Carte des infrastructures et de l'occupation des sols de la commune en 2018 (CLC).

## Toponymie
Le nom de la localité est attesté sous les formes Herberici Villa en 701, Arboreci Villa au IXe siècle, Albere villa et Alberis Villa en 893, Arbore Villa en l'an 1047. Le toponyme Aubréville semble se figer en 1562.

## Histoire

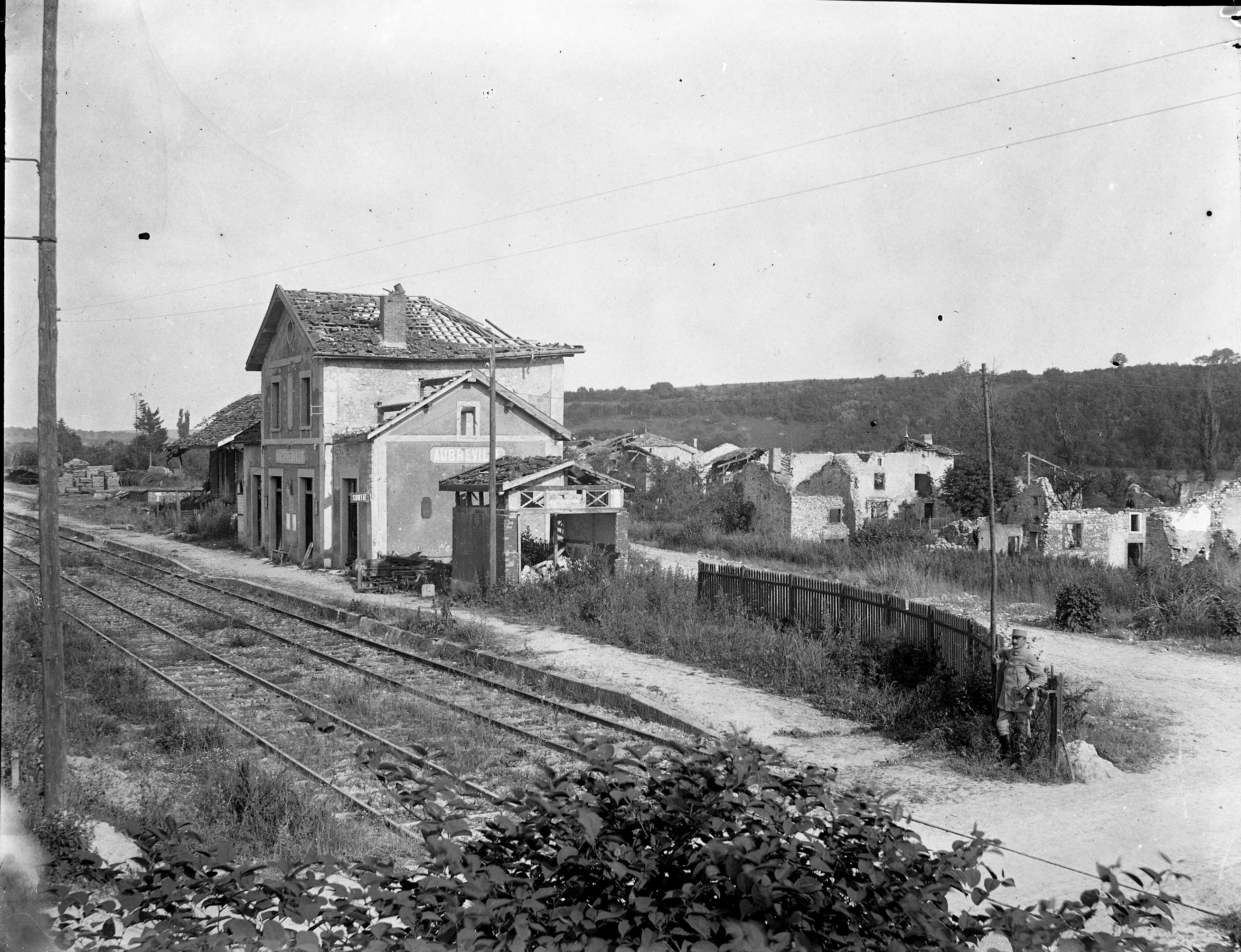
Cliché pris par un soldat entre 1916 et 1918 : gare d'Aubreville après un bombardement

## Politique et administration
| Période                                  | Période      | Identité                                        | Étiquette | Qualité             |
| ---------------------------------------- | ------------ | ----------------------------------------------- | --------- | ------------------- |
| Les données manquantes sont à compléter. |              |                                                 |           |                     |
| mars 2001                                | octobre 2010 | Pierre Plessy                                   |           |                     |
| 25 octobre 2010                          | mars 2014    | Arnaud Challan-Belval                           |           |                     |
| mars 2014                                | mai 2020     | Guy Collinet                                    |           |                     |
| mai 2020                                 | En cours     | Sébastien Jadoul Réélu pour le mandat 2020-2026 |           | profession libérale |

## Population et société

### Démographie
Les habitants sont nommés les Aubrevillois.

#### Évolution démographique
L'évolution du nombre d'habitants est connue à travers les recensements de la population effectués dans la commune depuis 1793. Pour les communes de moins de 10 000 habitants, une enquête de recensement portant sur toute la population est réalisée tous les cinq ans, les populations de référence des années intermédiaires étant quant à elles estimées par interpolation ou extrapolation. Pour la commune, le premier recensement exhaustif entrant dans le cadre du nouveau dispositif a été réalisé en 2008.

En 2022, la commune comptait 367 habitants, en évolution de −3,93 % par rapport à 2016 (Meuse : −4,4 %, France hors Mayotte : +2,11 %).
| 1793 | 1800 | 1806 | 1821 | 1831  | 1836  | 1841 | 1846  | 1851  |
| ---- | ---- | ---- | ---- | ----- | ----- | ---- | ----- | ----- |
| 867  | 929  | 919  | 991  | 1 054 | 1 011 | 986  | 1 013 | 1 008 |

| 1856  | 1861 | 1866 | 1872 | 1876 | 1881 | 1886 | 1891 | 1896 |
| ----- | ---- | ---- | ---- | ---- | ---- | ---- | ---- | ---- |
| 1 004 | 880  | 843  | 878  | 879  | 824  | 805  | 863  | 754  |

| 1901 | 1906 | 1911 | 1921 | 1926 | 1931 | 1936 | 1946 | 1954 |
| ---- | ---- | ---- | ---- | ---- | ---- | ---- | ---- | ---- |
| 684  | 684  | 656  | 431  | 708  | 619  | 532  | 528  | 534  |

| 1962 | 1968 | 1975 | 1982 | 1990 | 1999 | 2006 | 2008 | 2013 |
| ---- | ---- | ---- | ---- | ---- | ---- | ---- | ---- | ---- |
| 488  | 418  | 355  | 359  | 387  | 383  | 395  | 398  | 391  |

| 2018 | 2022 | - | - | - | - | - | - | - |
| ---- | ---- | - | - | - | - | - | - | - |
| 365  | 367  | - | - | - | - | - | - | - |

## Transports

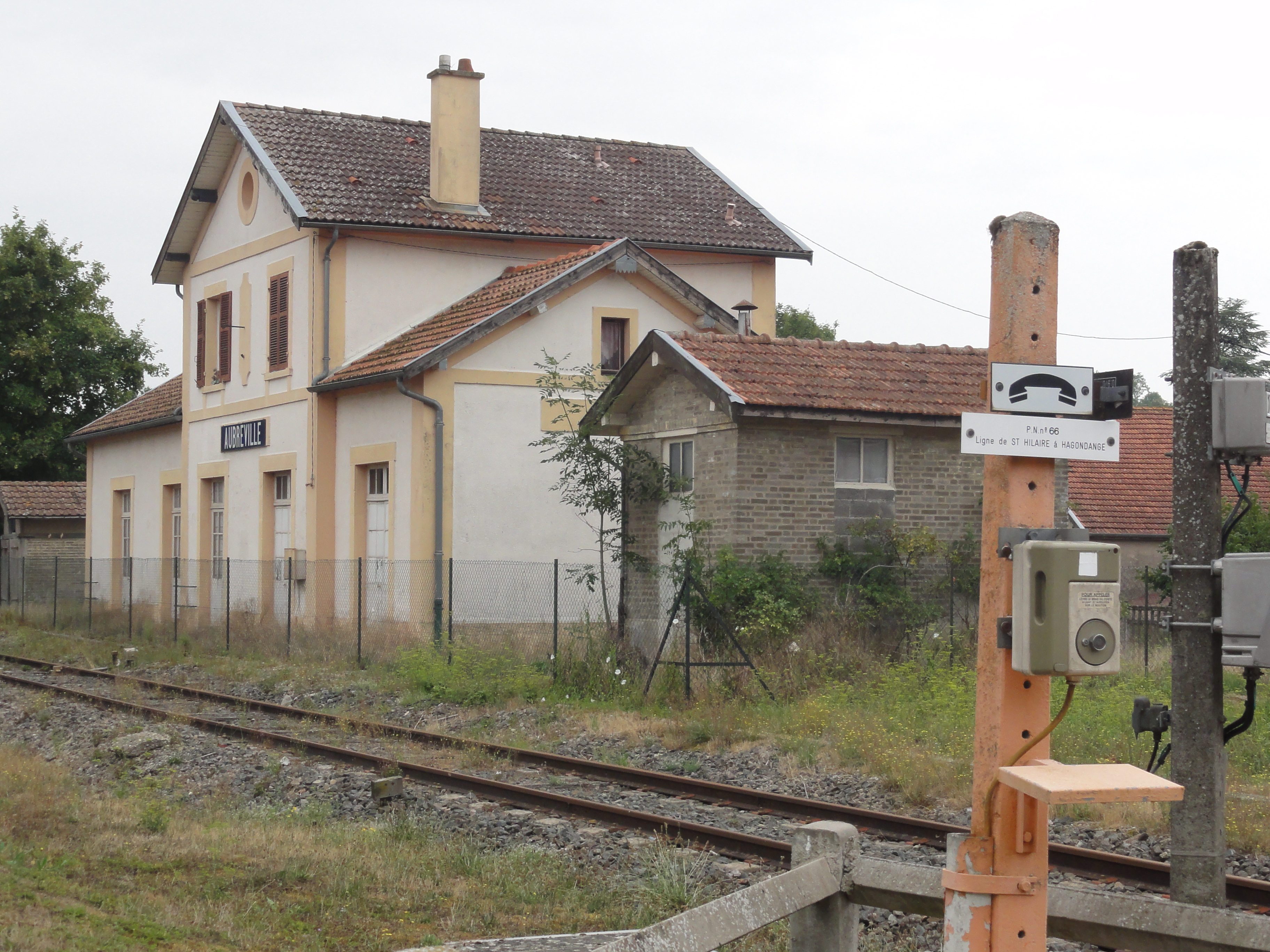
La gare d'Aubréville.

Gare d'Aubréville sur la ligne de Saint-Hilaire-au-Temple à Hagondange.

## Culture locale et patrimoine

### Lieux et monuments
- Monument aux morts.
- Sur la mairie deux plaques commémorant les victimes de la guerre 1914-1918.
- Au cimetière, quelques tombes de soldats morts pour la France des guerres 1914-1918, 1939-1945 et la guerre d'Algérie.
- La place « Georges-Bernier dit Professeur Choron » a été inaugurée dans le cadre de l'émission de télévision L'Aventure Inattendue, diffusée sur France 2 le 10 avril 2010. Cette inauguration a été réalisée en partie par sa fille Michèle à la suite de la décision unanime du conseil municipal.
- À la sortie est du village, un très haut mur bordant la route est un vestige d'un centre de naturisme actif aux alentours de 1960.

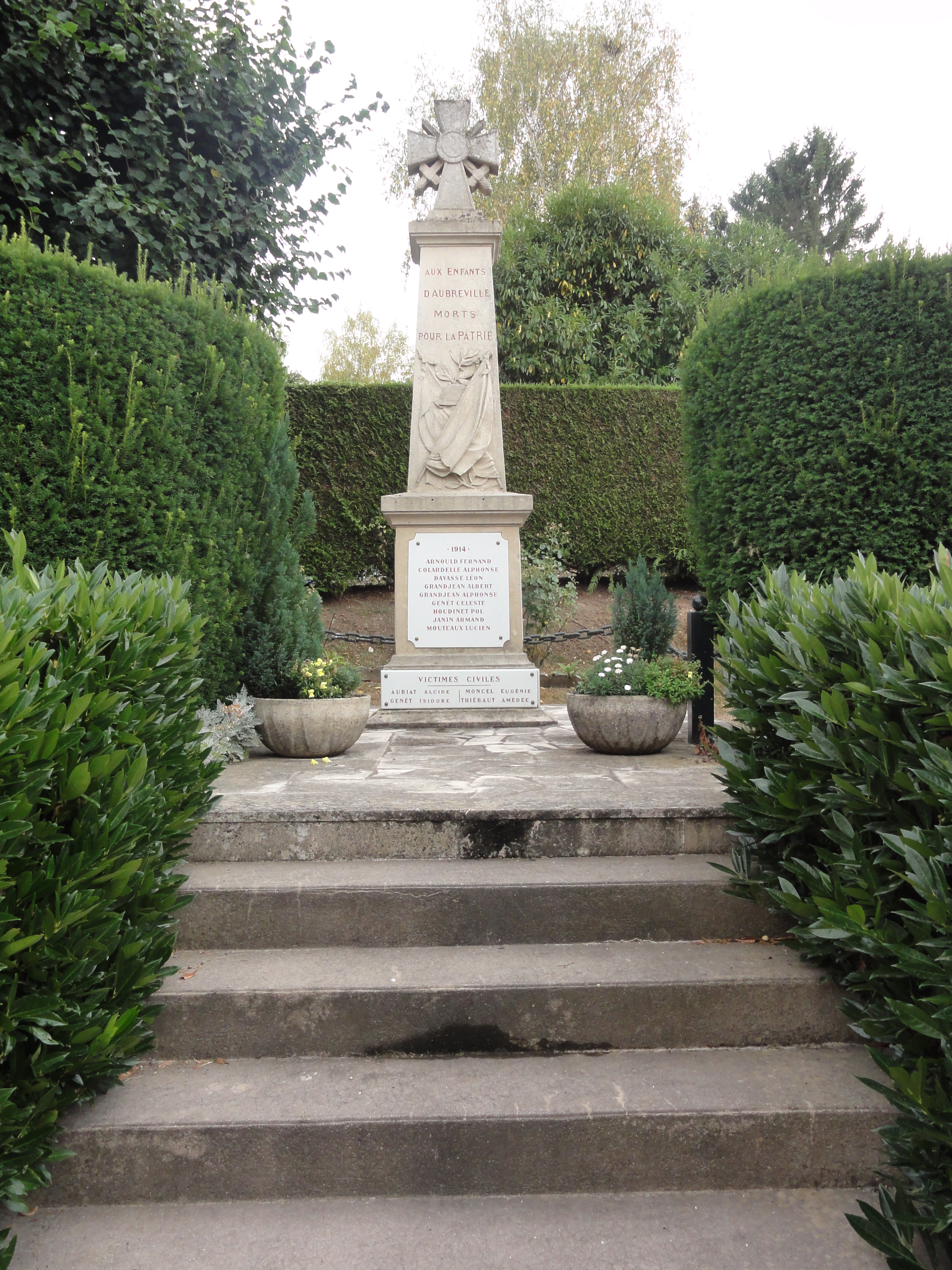
Monument aux morts.
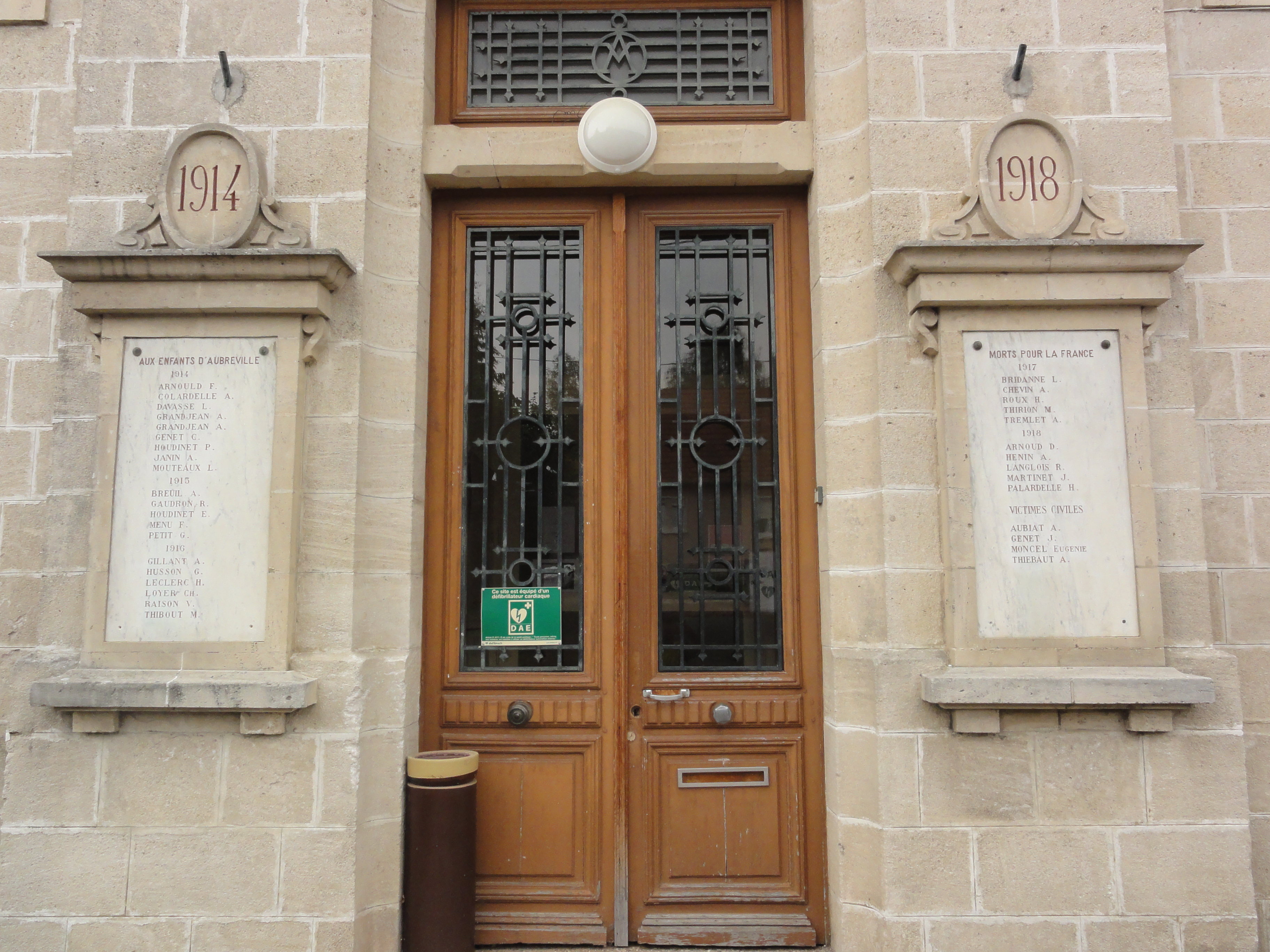
Plaques 1914-1918 sur la mairie.
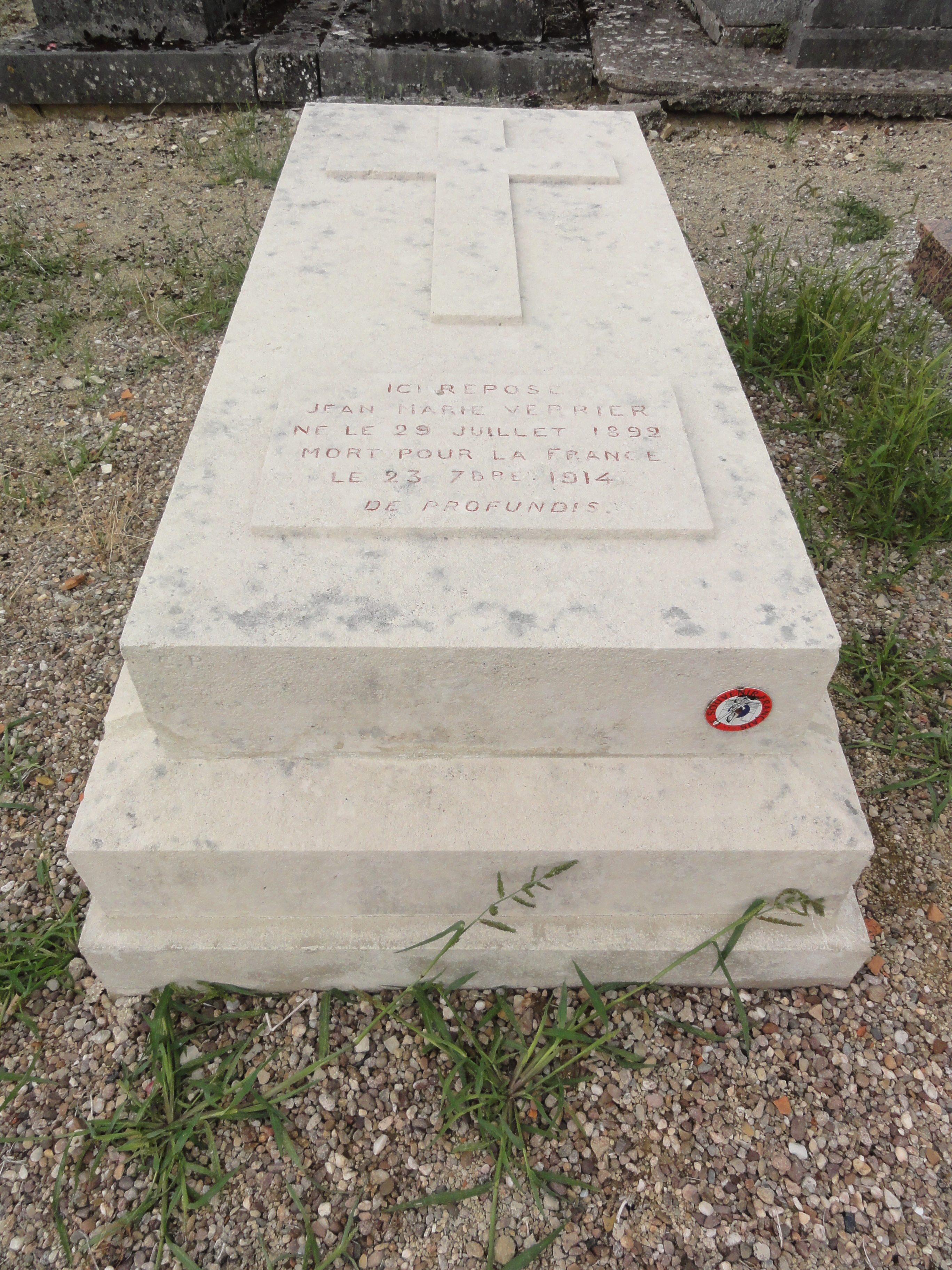
Tombe militaire Jean Marie Verrier (1914).
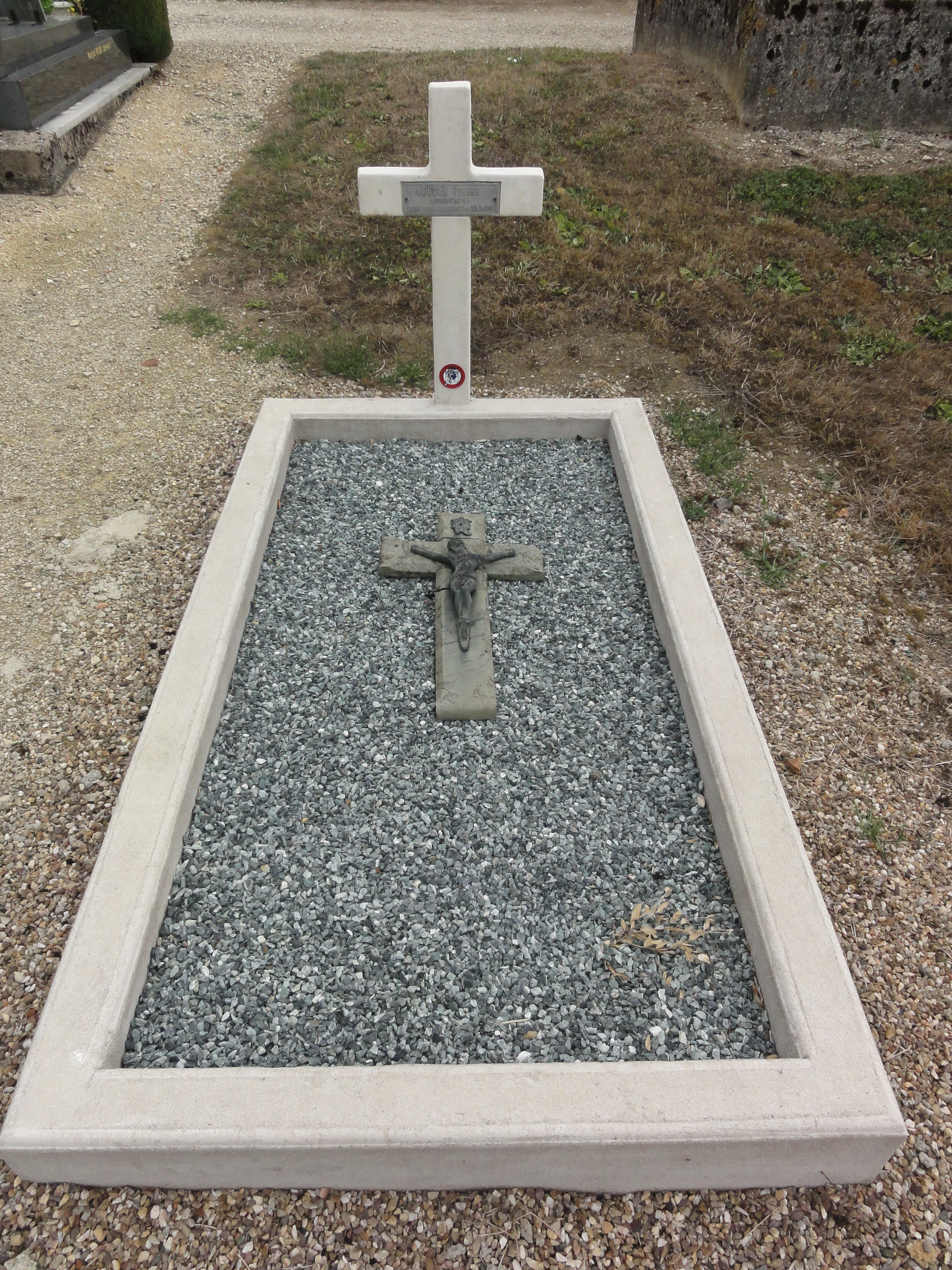
Tombe militaire Pierre Kruger (1915).
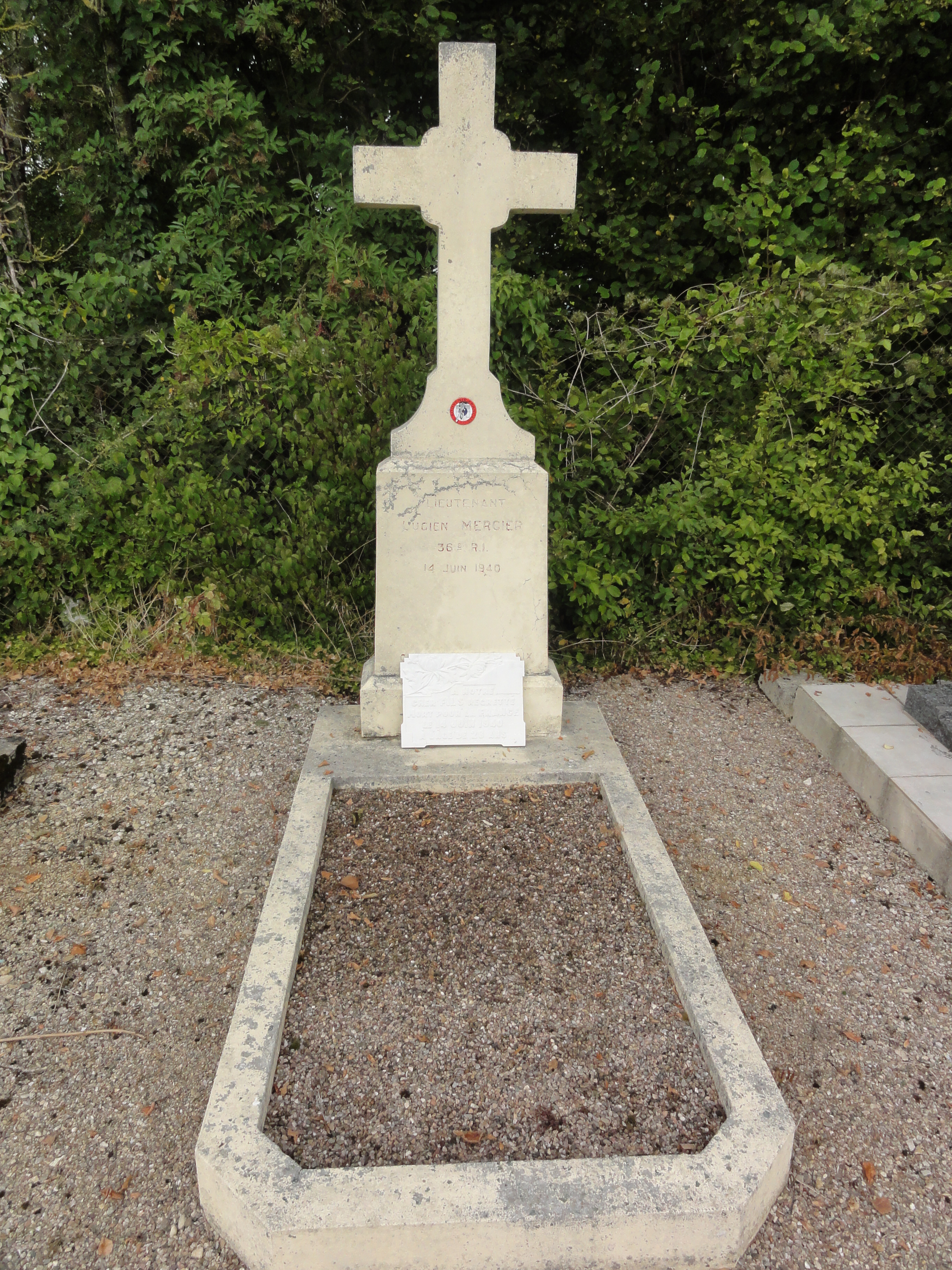
Tombe militaire Lucien Mercier (1940).

#### Édifice religieux
- Église Saint-Martin d'Aubréville.
- Oratoire.

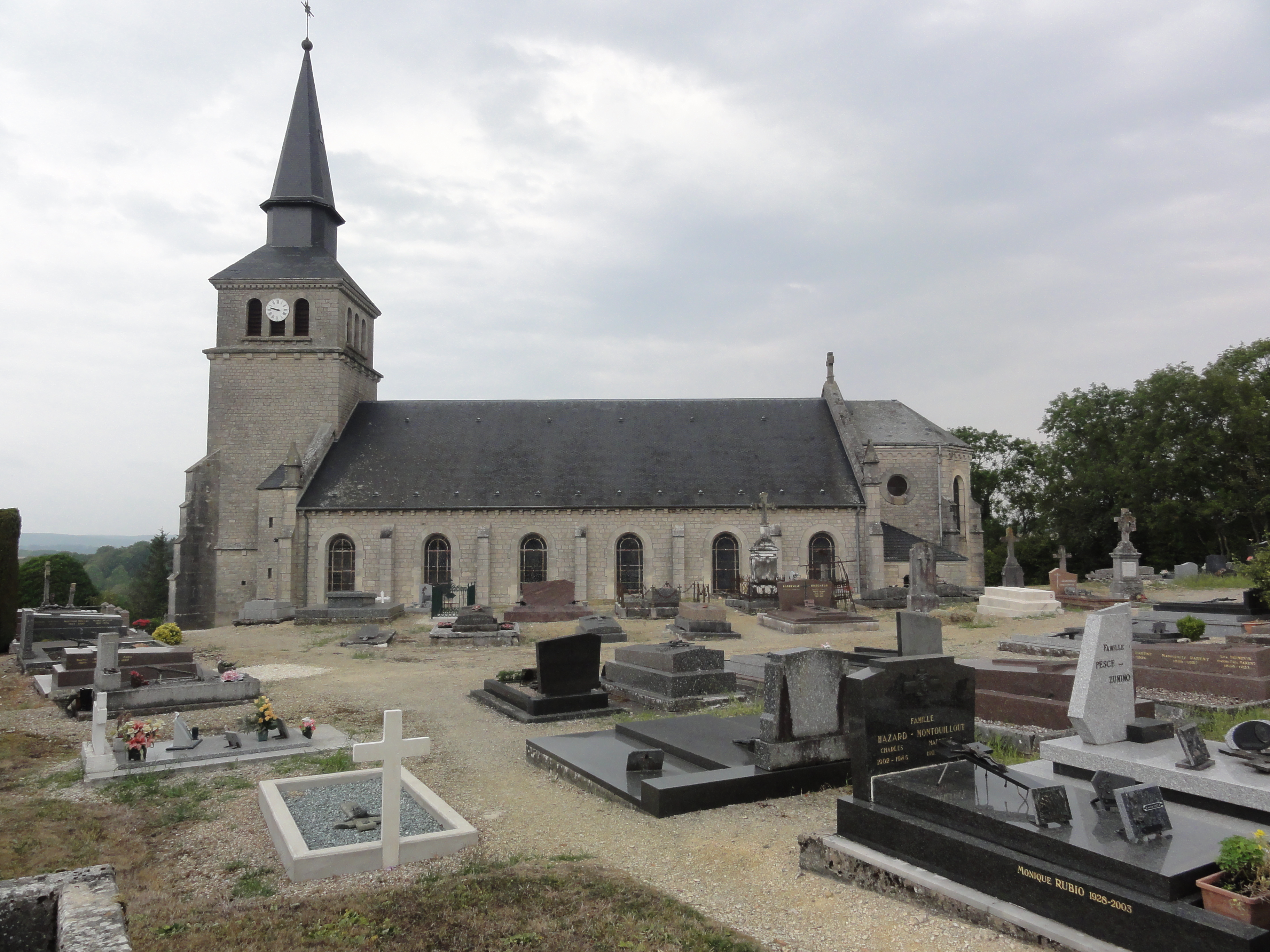
Église Saint-Martin.
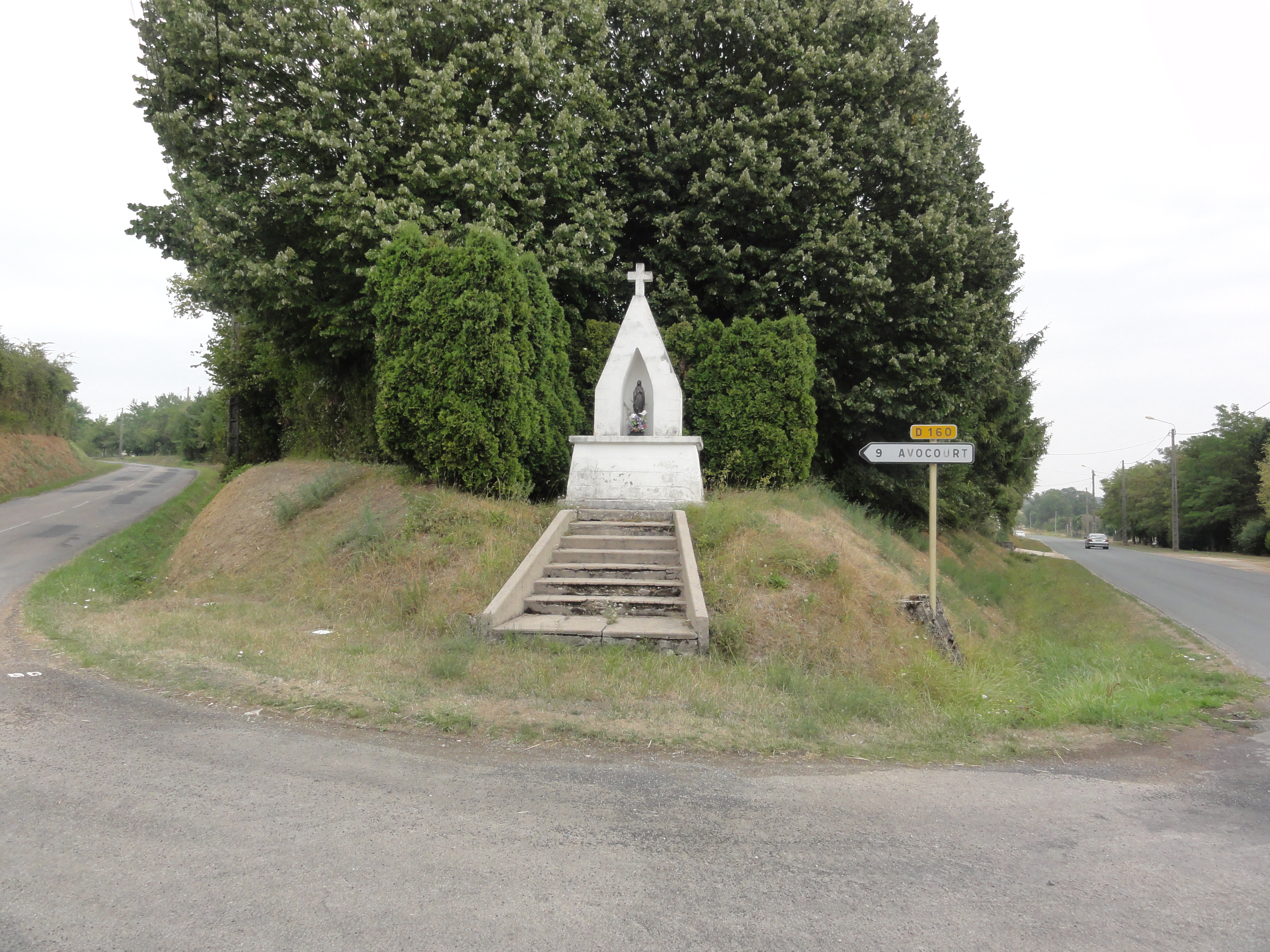
Oratoire de la rue Bergère.

### Personnalités liées à la commune
- Le général Claude Louis Chartongne né à Aubreville en 1742.
- Georget Bernier dit Professeur Choron où une place porte son nom.
- Michèle Bernier, fille de Georget, vient encore dans le village.
- Capitaine Albert Litas, né à Aubréville le 20 décembre 1905, mort pour la France le 25 août 1944 à Aubagne, chevalier de la Légion d'Honneur, Compagnon de la Libération, Croix de guerre 1939-1945 (5 citations), Croix de guerre des Théâtres d'opérations extérieurs (1 citation).

### Héraldique
| Blason de Aubréville | Blason  | De gueules à deux carafes d'argent en cours de façonnage sur leurs cannes de verriers d'or passées en sautoir et au bouclier d'elfe d'or brochant, soutenus par une trangle ondée d'argent ; au chef cousu d'azur chargé de trois bouterolles d'or. |
| Blason de Aubréville | Détails | Création Robert André Louis et Dominique Lacorde. Adoptée en avril 2015. |